# ジョシュ・デービス
ジョシュ・デービス（Josh Davis、1991年1月22日 - ）は、アメリカ合衆国のプロバスケットボール選手。ノースカロライナ州出身。ポジションはフォワード。

## 来歴
ノースカロライナ州出身。ノースカロライナ州立大学、テュレーン大学を経て、サンディエゴ州立大学を卒業後、2014年のNBAドラフト指名を受けることはなく、2014年8月25日、大学の先輩である前シーズンのNBAファイナルMVPであるカワイ・レナードの所属するサンアントニオ・スパーズとトレーニングキャンプ契約を結び、ディフェンス能力を活かしレナードの控えとしてロースター入りを目指し、ジャマイカル・グリーン、ブライス・コットンらと競ったが、開幕前の10月23日、層の厚いスパーズではロースターに残ることは出来ず解雇され、オースティン・スパーズ（Dリーグ）に入団した。2014-15シーズンのシーズン途中でメラルコ・ボルツ（PBA）に移籍した。
2015-16シーズンは、日本プロバスケットボールリーグ（bjリーグ）の島根スサノオマジックに加入した。背番号は00番。
2016-17シーズンも引き続き島根スサノオマジックに所属。
2017-18シーズンは、B1・川崎ブレイブサンダースに移籍。
2018-19シーズンは、B2・茨城ロボッツに移籍。

## 評価
島根スサノオマジックの末松勇人GMは、「彼は常にアグレッシブなプレイで、リバウンドへの嗅覚が魅力な選手」とコメントしている。また、尾崎俊也球団代表は、「リバウンド能力が高く、ゴール下でしっかり仕事ができる選手」とコメントしている。

## 記録
| シーズン         | チーム | GP | GS | MPG   | FG%  | 3P%  | FT%  | RPG  | APG | SPG | BPG | TO  | PPG  |
| ---------------- | ------ | -- | -- | ----- | ---- | ---- | ---- | ---- | --- | --- | --- | --- | ---- |
| bjリーグ 2015-16 | 島根   | 49 | 48 | 30.9  | .583 | .000 | .443 | 15.5 | 1.8 | 1.4 | 1.6 | 1.8 | 12.5 |
| B2 2016-17       | 島根   | 57 | 1  | 22:57 | .606 | .000 | .540 | 11.3 | 1.8 | 1.1 | 1.4 | 1.8 | 13.1 |